# Igelski stup
Igelski stup je stup u selu Igel, kod grada Triera, na obali rijeke Mosel iznad jedinog sačuvanog rimskog groba sjeverno od Alpa. Preživio je srednji vijek jer je na njemu prikazana svadba Konstantinovog oca Konstancija Klora s njegovom majkom, sv. Helenom. 
Ovaj 23 metra visok spomenik podignut je iznad grobnice od crvenog pješčenjaka iz oko 250. god. braće Aventina Secundiniusa Luciusa i Luciusa Secundiniusa i njihove rodbine. Pored glavnog reljefa, na njemu se nalaze i prizori iz svakodnevnog života vezanog za proizvodnju tkanina i rimske mitologije. Spomenik je podignut kako bi bojom podsjećao na glavno zanimajne obitelji Secundinius, uspješnu trgovinu tkaninama u trgovačkom gradu Trieru. Na vrhu stupa se nalazi, danas jedva prepoznatljiv, orao raširenih krila po kojem je mjesto dobilo svoje ime (latinski: Aquila, njemački: Eigelstein).
Originalni stup se čuva u gradskom muzeju grada Triera, a na lokaciji se nalazi kopija. God. 1986., je zajedno s drugim spomenicima grada Triera, upisan na UNESCOv popis mjesta svjetske baštine u Europi. 

## Vanjske poveznice
- Informacije i fotografije[neaktivna poveznica] (njem.)

### Ostali projekti
|  | Zajednički poslužitelj ima još gradiva o temi Igelski stup |